# Pavol Poliaček
Pavol Poliaček (Žilina, 4 febbraio 1988) è un calciatore slovacco, centrocampista del Traisen.

## Carriera
Debutta nella Superliga slovacca nel 2008-2009, con la maglia dell'MSK Zilina. Nel 2009-2010 passa in prestito all'MFK Dubnica. Nel 2010-2011 torna nel Zilina, con cui disputa anche, fra turni preliminari e fase a gironi, otto partite dell'UEFA Champions League 2010-2011. Nel 2011-2012 passa alla Gambrinus Liga, massima serie del campionato di calcio ceco, in prestito al Baník Ostrava. Nel 2012 torna nel Zilina.